# آنگین (فیلم)
آنگین (انگلیسی: Onegin) یک فیلم عاشقانه درام به کارگردانی مارتا فاینز است که در سال ۱۹۹۹ منتشر شد. این فیلم بر پایهٔ رمان شاعرانهٔ یوگنی آنگین اثر الکساندر پوشکین ساخته شد و محصول مشترک بریتانیا و ایالات متحده آمریکا است.

## بازیگران
- ریف فاینز
- لیو تایلر
- توبی استیونز
- لینا هیدی
- مارتین دونوان
- الون آرمسترانگ
- هریت والتر
- آیرین ورت
- جیسون واتکینز
- سایمن مک‌برنی